# Habronyx latens
Habronyx latens är en stekelart som först beskrevs av Charles Thomas Brues 1910.  Habronyx latens ingår i släktet Habronyx och familjen brokparasitsteklar. Inga underarter finns listade i Catalogue of Life.